# Jaguar XK
El Jaguar XK es un automóvil deportivo de gran turismo producido por el fabricante inglés Jaguar Cars desde finales de 1996. Es el sucesor del Jaguar XJS, y existen versiones con carrocerías coupé y descapotable. Tiene motor delantero longitudinal y tracción trasera. Actualmente en su segunda generación, el XK incorpora por primera vez un motor V8 fabricado por Jaguar.

## Primera generación (1996-2006)

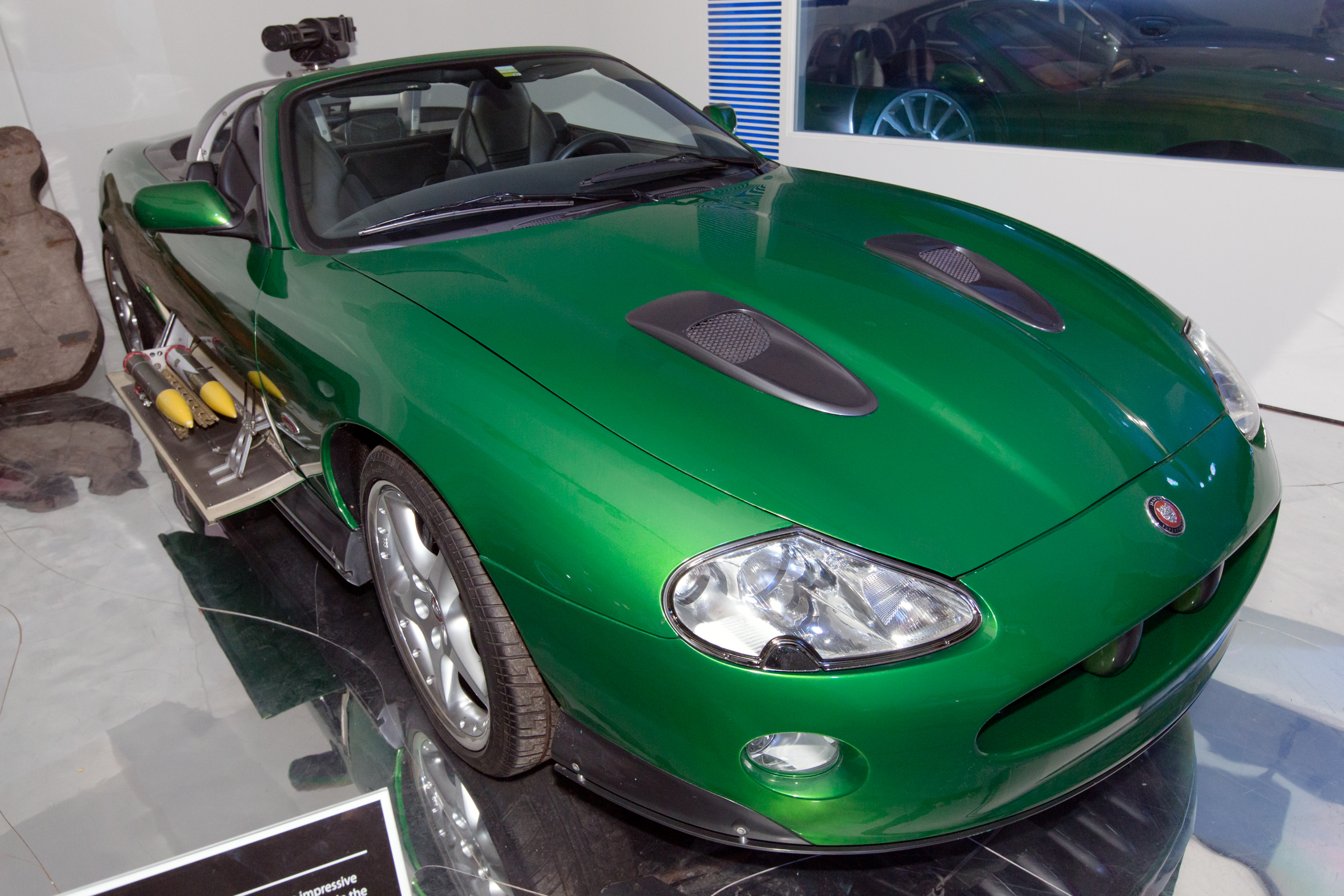
XKR convertible que apareció en la película de James Bond Die Another Day, en el Museo del Motor de Beaulieu (Alto Loira)

El XK de primera generación está basado en una plataforma modificada del Jaguar XJS. Su motor a gasolina de 4.0 litros de cilindrada viene en dos variantes: atmosférica de 290 HP (216 kilovatios) de potencia máxima ("XK8") y con compresor volumétrico de 370 HP (276 kilovatios) de potencia máxima ("XKR"). La primera generación del XK comparte su plataforma con el Aston Martin DB7.
El XK tiene su velocidad máxima limitada electrónicamente a 250 km/h (155 millas por hora), lo que es inferior a la velocidad máxima de su predecesor.
El XK estándar posee llantas de aleación de 18 pulgadas (45,7 cm), pudiéndose convertir a 19 pulgadas (48,3 cm) y 20 pulgadas (50,8 cm) como opcionales. Un sistema de navegación y libre de nivelación de los faros de xenón vienen de serie con el XKR, y como opcional para el XK8. El control adaptativo de Jaguar es una característica opcional disponible en ambos modelos. Ambos vienen con todo el interior de cuero, molduras de madera de nogal, y cuatro bolsas de aire.

### Ediciones limitadas

#### XKR Silverstone
Sólo se hicieron 600 Silverstone, en la celebración de la escudería Jaguar Racing regresar a la Fórmula 1 en 2000. Contaba con un acabado de pintura de Platino, de alto rendimiento conjunto, con el mismo motor que la norma XKR, pero la mejora de la transmisión, suspensión y frenos, llantas BBS de 20 pulgadas (50,8 cm) y acabado interior a elección del usuario.

#### XKR 100
Este modelo se construyó para celebrar el centenario del fundador de la escudería Jaguar Racing. En el año 2002 se fabricaron 500 unidades del XKR 100 cupé y 500 del descapotable. El XKR 100 ofrece un acabado de pintura de Anthracite, asientos de Recaro, llantas de aleación BBS de 20 pulgadas (50,8 cm), frenos Brembo, y acabado interior a elección del usuario.

#### XKR Portfolio
El XKR Portfolio sólo se produjo en el año 2004 exclusivamente para el mercado de los Estados Unidos. De los XKR Portfolio, 100 ofrecía pintura roja en concordancia con los asientos deportivos Recaro y el interior, mientras que los 100 restantes habían Azul y pintura interior.
Hay también un XKR Portfolio modelo 2008 previsto que estará disponible en todo el mundo, con los más poderosos frenos que aparecen en cualquier cadena de producción de Jaguar.

#### XKR-S 4.2
En Europa, el XKR-S 4.2 se dio a conocer en Ginebra el 1 de marzo de 2005. Este fue el último XK a ser laminadas en que se basa en el diseño original de 1996. Características de la 4.2 S Cuatro incluido nuevos colores de exterior e interior y dos chapas distintas opciones para el panel de instrumentos, pulido puerta treadplates con altibajos de la bandera y los emblemas en relieve, el cuero filo palabra esteras. El revisado Jaguar distintivo blanco sobre el capó también característica altibajos acentos. Nueva 19 "Atlas ruedas más transversal discos de freno perforados Brembo, rojo rueda insignias y pinzas de freno rojas también fueron montados.

#### XKR-R
Jaguar también elaboró un concepto de automóvil denominado XKR-R que era muy similar al XKR de producción, pero con un motor más potente y un mejor manejo. La convención de nomenclatura es similar a la del S-Type Edición Especial. A diferencia del S-Type, que todavía no ha sido aprobado para su fabricación, y ahora es probable que nunca se fabrique.

## Segunda generación (2006-2014)

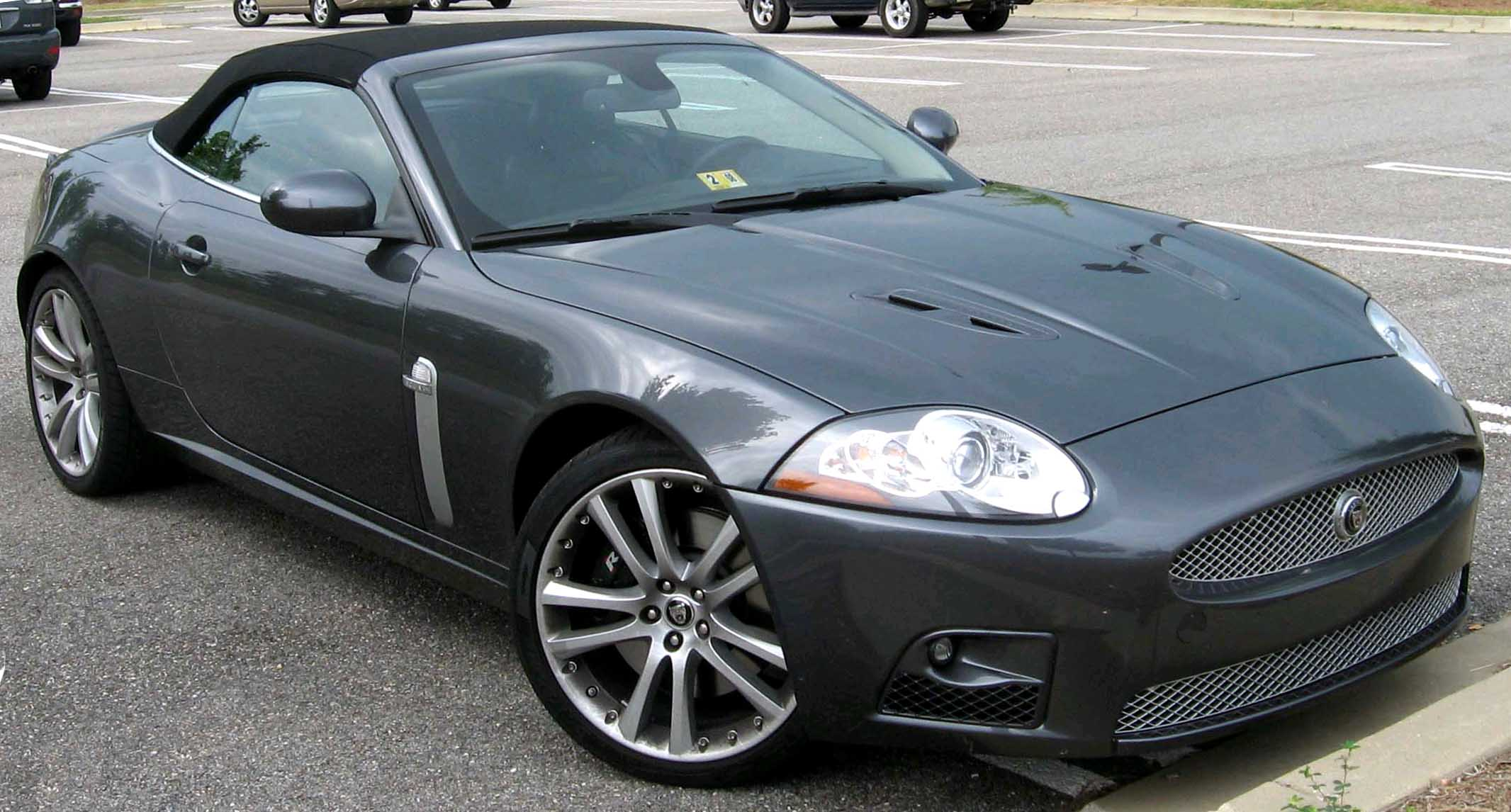
Jaguar XKR convertible (2007)

Jaguar dio a conocer la segunda generación del XK (código de proyecto X150) en el Salón del Automóvil de Fráncfort de 2005. Fue creado por el equipo de diseño de Jaguar bajo la dirección de Ian Callum. Un elemento clave del carácter del nuevo XK es su exclusiva e innovadora carrocería monocasco de aluminio, desarrollado a partir del prototipo Advanced Lightweight Coupé.
En la forma opuesta a lo habitual, el diseño del coupé se basa en el del descapotable. El XK Cabrio se introdujo en el Salón del Automóvil de Detroit de 2006. Su capota de lona se abre y cierra automáticamente en menos de 18 segundos quedando oculta bajo una cubierta de aluminio.
Un nuevo diseño exclusivo de Jaguar es el motor V8 de 4.2 litros con cuatro árboles de levas con aspiración atmosférica, desarrolla 298 HP (222 kilovatios) de potencia máxima, acompañado de una transmisión automática secuencial de seis velocidades que incorpora mandos en el volante.
En 2009 se añadió el XKR, que monta el mismo motor V8 de gasolina de 5.0 litros de 510 HP (380 kilovatios) que monta el nuevo Jaguar XFR.
El nuevo XK se parece al ALC Coupé Concept, que fue presentado por primera vez en el Salón del Automóvil de Detroit de 2005. El diseñador, Ian Callum, también fue el responsable del diseño del Aston Martin DB7 y el Aston Martin Vanquish, lo que explica las similitudes en el diseño entre los tres automóviles.
En 2014 desaparece del mercado y ese mismo año crearon 66 unidades especiales limitadas al mercado Alemán.

### Ficha Técnica
| Ficha Técnica                               | XK                                                                                              | XK Convertible                                                                                  | XKR                                                                                             | XKR Convertible                                                                                 |
| Cilindrada                                  | 4.000 cc                                                                                        | 4.000 cc                                                                                        | 4.000 cc                                                                                        | 4.000 cc                                                                                        |
| Alimentación                                | Inyección directa, Intercooler                                                                  | Inyección directa, Intercooler                                                                  | Inyección directa, compresor, Intercooler.                                                      | Inyección directa, compresor, Intercooler.                                                      |
| Distribución                                | 4 válvulas por cilindro, dos árboles de levas en cada culata, distribución de válvulas variable | 4 válvulas por cilindro, dos árboles de levas en cada culata, distribución de válvulas variable | 4 válvulas por cilindro, dos árboles de levas en cada culata, distribución de válvulas variable | 4 válvulas por cilindro, dos árboles de levas en cada culata, distribución de válvulas variable |
| Potencia máxima                             | 385 HP (287 kilovatios) a 6.500 rpm                                                             | 385 HP (287 kilovatios) a 6.500 rpm                                                             | 510 HP (380 kilovatios) a 6.500 rpm                                                             | 510 HP (380 kilovatios) a 6.500 rpm                                                             |
| Par motor máximo                            | 515 Nm (52,6 kgm) a 3.500 rpm                                                                   | 515 Nm (52,6 kgm) a 3.500 rpm                                                                   | 625 Nm (63,8 kgm) a 2.500-5500 rpm                                                              | 625 Nm (63,8 kgm) a 2.500-5500 rpm                                                              |
| Aceleración 0-100 km/h (62 millas por hora) | 5,5 segundos                                                                                    | 5,6 segundos                                                                                    | 4,8 segundos                                                                                    | 4,8 segundos                                                                                    |
| Emisiones de CO2                            | 264 g (9,3 onzas)/km                                                                            | 264 g (9,3 onzas)/km                                                                            | 292 g (10,3 onzas)/km                                                                           | 292 g (10,3 onzas)/km                                                                           |

### Seguridad

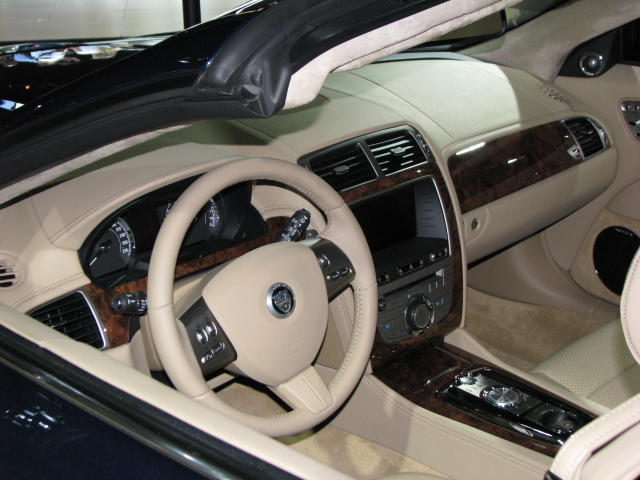
Interior del Jaguar XK 5.0 V8 convertible

Jaguar Cars ha sido uno de los primeros fabricantes en cumplir la Fase Uno de la nueva legislación europea sobre seguridad utilizando un sistema de capó que protege activamente al peatón. El nuevo XK ha introducido un capó equipado con el Sistema con Protección para los Peatones (PDBS). En el caso desafortunado de atropello, el capó del nuevo XK se «eleva» automáticamente unos centímetros en milésimas de segundo para crear un efecto amortiguador entre el motor y el capó. Esto mantiene al peatón alejado de las zonas más rígidas del compartimento del motor.
El sistema activo instalado en los nuevos XK se complementa con un avanzado sistema de sensores instalado en el paragolpes delantero cuyo diseño ayuda a mitigar las lesiones en las piernas mediante el uso de espumas deformables y de una cubierta plástica.
Estos dispositivos han adjudicado al nuevo Jaguar XK el Premio de Ingeniería y Tecnología en los prestigiosos "Prince Michael International Road Safety Awards" en Londres.

### Premios
El XK ganó el respeto de la revista Top Gear "GT del Año" y "Coche del Año" en 2006.